# Понимание текста

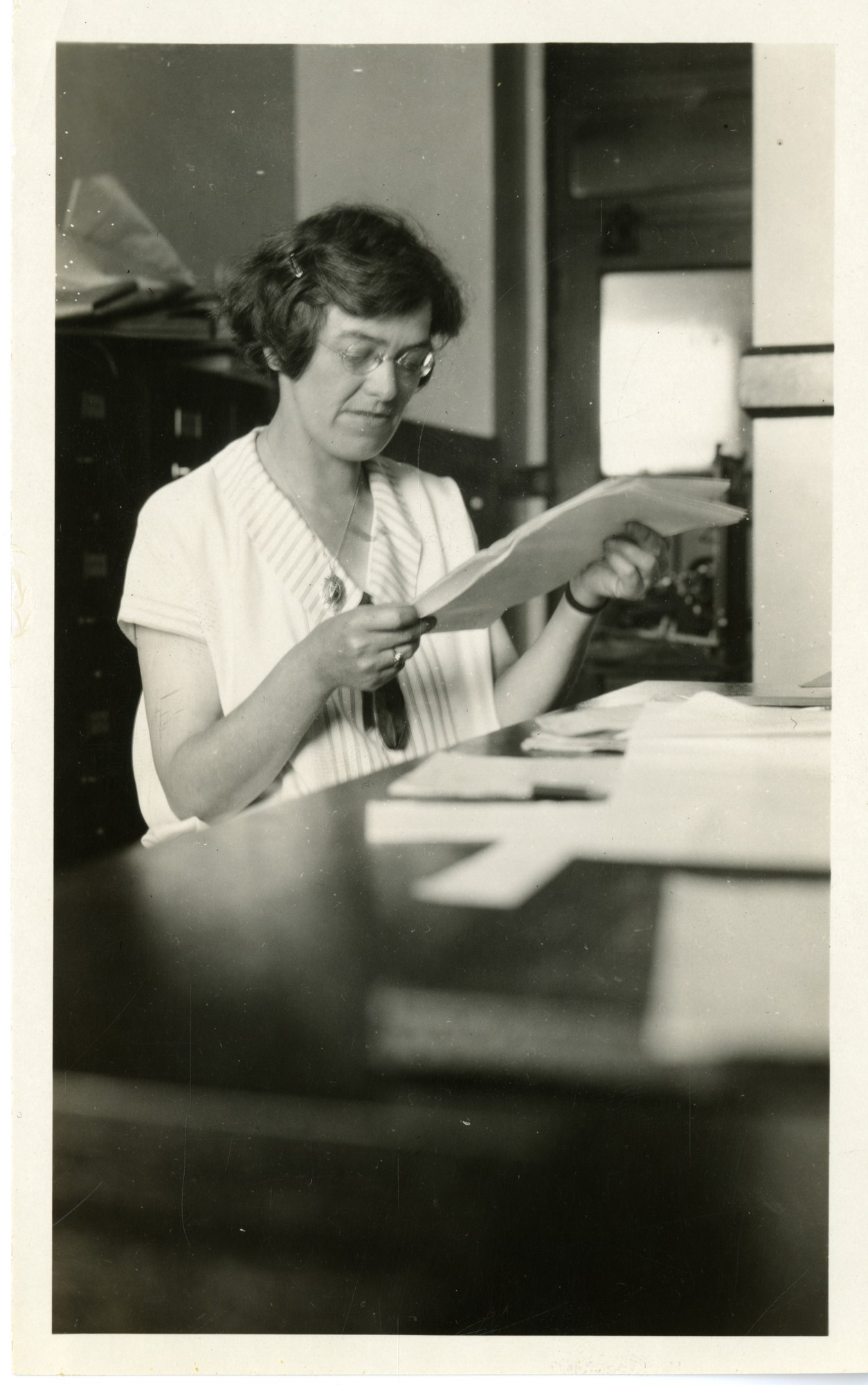
Понимание текста

Понимание текста — умственная деятельность, в результате которой смысловое содержание текста становится доступным читающему.

## Понятие

### Применение
Содержание текста — мысль о каких-либо предметах или явлениях и отношениях между ними, выраженная в словесной (знаковой форме). В процессе понимания текста читатель логически анализирует текст — выделяет логический субъект и логический предикат и устанавливает соподчинение высказываний. Основным логическим субъектом текста является его тема, основным предикатом — раскрытие этой темы. При чтении сложного текста происходит его реконструкция, т. е. перевод во внутреннюю речь читателя, при котором новые для читателя понятия и суждения объясняются через усвоенные ранее. Понимание текста зависит от многих факторов: структура текста, степень его сложности, уровень умственного развития читателя и глубина знаний о предмете.

### Свойства
Свойства понимания текста — глубина, отчётливость и полнота осмысления. Мыслительная деятельность в процессе понимания текста сопровождается интеллектуальными чувствами — положительными и отрицательными. Относительно художественной литературы понимание текста рассматривается как исходный компонент сложного процесса восприятия. Понимание текста — необходимое звено в системе: автор-произведение-читатель.